# (61350) 2000 PL9
(61350) 2000 PL9 là một tiểu hành tinh vành đai chính. Nó được phát hiện bởi Robert H. McNaught ở Đài thiên văn Siding Spring ở Coonabarabran, New South Wales, Australia, ngày 6 tháng 8 năm 2000.